# Маслівка (Каховський район)
Ма́слівка — село в Україні, у Новокаховській міській громаді Каховського району Херсонської області. Населення становить 246 осіб. У селі налічується три вулиці: Степова, Садова, Південна. 24 лютого 2022 року село тимчасово окуповане російськими військами під час російсько-української війни.